# Paramonacanthus sulcatus
Paramonacanthus sulcatus és una espècie de peix de la família dels monacàntids i de l'ordre dels tetraodontiformes.

## Morfologia
- Els mascles poden assolir 20 cm de longitud total.
- Nombre de vèrtebres: 19.[4][5]

## Hàbitat
És un peix marí, de clima temperat i bentopelàgic que viu fins als 15 m de fondària.

## Distribució geogràfica
Es troba al Mar de la Xina Meridional i el Mar de Java.

## Observacions
És inofensiu per als humans.